# Eparchia Nyíregyházy
Eparchia Nyíregyházy – eparchia Kościoła greckokatolickiego na Węgrzech. Powstała w 20 marca 2015 przez wyłączenie z terenu eparchii Hajdúdorogu. Obecnym ordynariuszem jest bp Ábel Szocska.